# Tinodes kemerensis
Tinodes kemerensis là một loài Trichoptera trong họ Psychomyiidae. Chúng phân bố ở miền Cổ bắc.